# Edna Adan Ismaïl
Edna Adan Ismail (somali : Edna Aadan Ismaaciil ou Adna Aadan Ismaaciil), née le 8 septembre 1937 à Hargeisa, est une femme politique somalilandaise.
Elle est ministre de la Protection de la Famille et du Développement Social puis, de 2003 à 2006, ministre des Affaires étrangères de la République du Somaliland. Elle est la première femme ministre de l'histoire du pays.
Elle est la fondatrice et directrice de la maternité Edna Adan à Hargeisa et une pionnière dans la lutte pour l'abolition des mutilations génitales féminines. Elle est également présidente de l'Organisation pour les victimes de la torture et de l'Organisation des nations et des peuples non représentés depuis 2022.
Elle est mariée à Mohamed Ibrahim Egal, Premier ministre de la Somalie (1967-1969) puis président du Somaliland (1993-2002).

## Biographie
Edna Adan est née à Hargeisa, fille d'un médecin somalilandais, et a été formée comme infirmière dans le Royaume-Uni au Borough Polytechnic Institute, aujourd'hui université de South Bank de Londres, où il est dit qu'elle est la première jeune femme somalienne à étudier en Grande-Bretagne. Elle aurait été également la première infirmière sage-femme somalienne,,, et la première femme somalienne à conduire. Elle a épousé Mohamed Ibrahim Egal, un homme politique somalien, qui a été Premier ministre de la Somalie, en 1967.
Dans les années 1970, elle travaille pour le ministère de la Santé somalien, puis comme délégué de Organisation mondiale de la santé (OMS), où elle milite contre les mutilations génitales féminines. Dans le milieu des années 1980, elle commence la construction d'un hôpital à Mogadiscio. Cependant, avant qu'il soit achevé, la Guerre civile somalienne commence, et l'oblige à quitter le pays. Elle rejoint à nouveau l'OMS comme Conseillère technique en 1986. De 1987 à 1991, elle est Responsable Régionale technique pour la Santé de la Mère et de l'Enfant, se prononçant notamment sur les questions relatives aux pratiques traditionnelles néfastes affectant la santé des femmes et des enfants (telles que les mutilations génitales féminines), et sur la formation des sages-femmes et des accoucheuses traditionnelles dans 22 pays de la région de la Méditerranée Orientale pour l'OMS. Par la suite, elle est représentante de l'OMS à Djibouti entre 1991 et 1997.
Elle revient ensuite en Somaliland et y construit à partir de zéro une maternité, à Hargeisa, qu'elle dirige ensuite, la maternité Edna Adan, officiellement inaugurée le 9 mars 2002. Aujourd'hui, l'hôpital dispose de deux blocs opératoires, de laboratoires, d'une bibliothèque, d'un centre informatique et d'une aile complète destinée à la formation des infirmières et des sages-femmes. L'objectif est améliorer la santé de la population locale, et de réduire en particulier le taux élevé de mortalité maternelle et infantile.
Edna Adan Ismail a été la seule femme ministre dans le gouvernement du Somaliland jusqu'en juillet 2006, quand elle a été remplacée en tant que ministre des Affaires étrangères, par l'ancien ministre de l'Information Abdillahi Mohamed Dualeh.
En reconnaissance de son action humanitaire, le nom de Edna Adan Ismail a été ajouté au Hall of Fame de la Mission Médicale de l'université de Toledo, en Ohio, en mars 2007. Elle a un Doctorat Honorifique de l'Université Clark dans le Massachusetts et a été faite membre honoraire de l'École de soins Infirmiers de l'Université de Cardiff dans le Pays de Galles, le 8 juillet 2008.
En 2023, elle a reçu le prix Templeton.